# Ronde van Extremadura (vrouwen)
De Ronde van Extremadura (Spaans: Vuelta Extremadura Féminas) is een wielerwedstrijd voor vrouwen die jaarlijks wordt verreden in de Spaanse autonome regio Extremadura. Tussen 1986 en 2011 vond tevens een editie voor mannen plaats.

## Geschiedenis
De eerste editie vond plaats in 2023 en werd gewonnen door de Ierse Megan Armitage. Twee van haar ploeggenoten werden tweede en derde in het eindklassement. In de daaropvolgende editie in 2024 zegevierde de Nederlandse Mareille Meijering in het eindklassement. Gaia Realini werd tweede in die jaargang en haar ploeggenote Brodie Chapman sloot het podium af. In 2025 won Ellen van Dijk het eindklassement, terwijl de destijds 18-jarige Imogen Wolff haar eerste profzege behaalde door de derde en laatste etappe te winnen. De derde etappe was ingekort wegens slechte weersomstandigheden.

## Podiumplaatsen
| Jaar | Afstand (km) | Eerste             | Tweede                | Derde           |
| ---- | ------------ | ------------------ | --------------------- | --------------- |
| 2023 | 217,1        | Megan Armitage     | Clara Emond           | Maaike Coljé    |
| 2024 | 204,8        | Mareille Meijering | Gaia Realini          | Brodie Chapman  |
| 2025 | 283,4        | Ellen van Dijk     | Mie Bjørndal Ottestad | Greta Marturano |

### Overwinningen per land
| Overwinningen | Land      |
| ------------- | --------- |
| 2             | Nederland |
| 1             | Ierland   |